# لیدیا سیمرمان
لیدیا سیمرمان (کاتالونیایی: Lydia Zimmermann؛ زادهٔ ۱۲ دسامبر ۱۹۶۶) یک هنرپیشه، هنرمند و سیاستمدار اهل اسپانیا است.
او همچنین برندهٔ جوایزی همچون جایزه آریل شده‌است.